# Robert A. LeVine

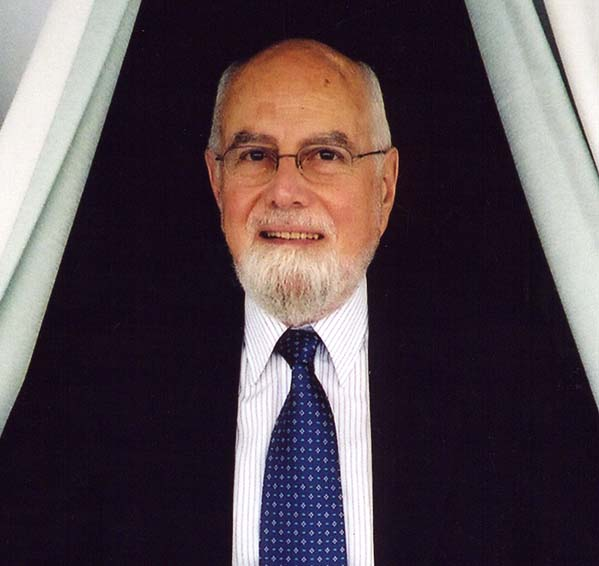
Robert A. LeVine

Robert Alan LeVine (* 27. März 1932 in New York City; † August 2023) war ein US-amerikanischer Erziehungswissenschaftler, Anthropologe und Sozialpsychologe.

## Leben und Wirken
Er wurde an der Harvard University zum Ph.D. promoviert und lehrte dort bis zu seiner Emeritierung als Roy E. Larsen Professor of Education and Human Development an der Harvard Graduate School of Education.
Er betrieb Feldforschung bei der Bantu-Volksgruppe der Gusii (Kisii (Volk)) in Kenia (1975), in Nigeria, Mexiko, Japan, ebenso in Neuguinea, Tibet oder in Nepal. Zu seinen heute klassischen Werken gehören Nyansongo und Culture, Behaviour and Personality. Zu seinen Forschungsschwerpunkten zählten Erziehung und Jugendentwicklung und die Auswirkung von Lesekompetenz und Bildung auf das mütterliche Verhalten in verschiedenen kulturellen Kontexten. Er betrieb eine personenbezogene Ethnografie und untersuchte das Verhältnis von Psychoanalyse und Anthropologie.
Von 1980 bis 1983 war er Vorsitzender des Social Science Research Council. Zudem war er ab 1989 Mitglied der American Academy of Arts and Sciences.
LeVine wirkte an mindestens zwölf Büchern mit und schrieb über einhundert Fachartikel.
Seine Tochter ist die Schriftstellerin Anna Winger.

## Auszeichnungen
1997 zeichnete ihn die Society for Psychological Anthropology aus, 2001 die American Educational Research Association. Im Jahr 2013 wurde Robert LeVine mit dem Eleanor Maccoby Book Award in Developmental Psychology ausgezeichnet.

## Veröffentlichungen
Afrika
- Dreams and Deeds. Achievement Motivation in Nigeria. University of Chicago Press, Chicago u. a. 1966.
- Robert A. Levine, Barbara B. LeVine: Nyansongo : a Gusii Community in Kenya. Wiley, New York 1966.
- Sarah LeVine, Robert A. LeVine (Mitarbeit): Mothers and wives : Gusii Women of East Africa. University of Chicago Press, Chicago 1979, ISBN 0-226-47548-4.
- Robert A. LeVine, Donald T. Campbell: Gusii of Kenya. Human Relations Area Files, New Haven, Connecticut (HRAFlex Books / FL8-001 : Ethnocentrism Series).
- Child Care and Culture. Lessons from Africa. Cambridge University Press, Cambridge/New York 1994, ISBN 0-521-33171-4.

Vergleichende Studien
- Robert A. LeVine, Donald T. Campbell: Ethnocentrism. Theories of Conflict, Ethnic Attitudes, and Group Behavior. Wiley, New York 1972, ISBN 0-471-53117-0.
- Culture, Behaviour and Personality. An Introduction to the Comparative Study of Psychosocial Adaptation. Hutchinson, London 1973, ISBN 0-09-117590-9.
- Robert A. LeVine, Merry I. White: Human conditions. The Cultural Basis of Educational Development. Rutledge & Kegan Paul, New York 1986,

Psychologische Anthropologie
- Hidetada Shimizu, Robert A. LeVine: Japanese Frames of Mind. Cultural Perspective on Human Development. Cambridge University Press, Cambridge/New York 2001, ISBN 0-521-78159-0.
- Childhood Socialization. Comparative Studies of Parenting, Learning and Educational Change. Eurospan/Comparative Education Research Centre, London 2003, ISBN 962-8093-61-4.
- Robert A. LeVine (Hrsg.): Anthropology and Child Development. A Cross-Cultural Reader. Blackwell, Malden, Mass. 2008, ISBN 978-0-631-22975-9.
- Robert A. LeVine (Hrsg.): Psychological Anthropology. A Reader on Self in Culture. Wiley-Blackwell, Chichester u. a. 2010, ISBN 978-1-405-10575-0.